# 자야 시로지로
챠야 시로지로(일본어: 茶屋四郎次郎)란 아즈치모모야마시대에서 에도시대까지 공의오복사(公儀呉服師, 포목사업)를 세습한 교토의 호상(豪商)이다. 한 사람의 이름이 아니라 대대로 계승하는 습명이었다.
정식 묘자는 나카시마씨다. 시나노국수호 오가사와라 나가토키의 가신이었던 나카시마 무네노부의 아들 아케노부(明延)가 무사를 때려치우고 대영 연간(1521년-1527년)에:254 포목상을 시작한 것이 시초로 여겨진다. 옥호(屋号) “챠야”는 정이대장군 아시카가 요시테루가 종종 아키노부의 저택에 차를 마시러 들른 데서 유래했다. 챠야가는 신마치도오리 타코야쿠시(오늘날의 교토시 나카교구)에 저택을 마련하고 이후 160년에 걸쳐 본거지로 삼았다.
아케노부의 아들이 키요노부(清延)가 챠야 시로지로 1세가 된다. 1세는 도쿠가와 이에야스에게 접근하여 도쿠가와 가문의 포목어용을 도맡게 되었다. 차야 시로지로 3세(본명 키요츠구[清次])는 이에야스의 측근 및 대관 역할까지 맡아, 주인선 무역으로 수만의 거부를 축적했다. 이에 이르러 차야가는 스미노쿠라 료우이의 스미노쿠라가, 고토시로베에의 고토시로베에가와 함께 교토정인두(町人頭)를 세습하여 “교토의 삼장자(長者)”라고 불렸다. 그러나 쇄국 이후 주인선 무역특권을 상실하면서 이후로는 포목・생사 판매를 전업으로 하게 된다. 1800년(관정 12년)에는 납품가격 문제로 포목어용을 금지당했다. 1807년(문화 7년)에 금지가 풀렸지만 이후로는 부진하여 메이지유신 직후에 폐업했다. 에도시대 초기 호상들 가운데 많은 “특권상인”의 전형으로 여겨진다.

## 역대 챠야 시로지로
- 챠야 시로지로 1세 기요노부(일본어: 茶屋 清延, ちゃや きよのぶ 차야 키요노부[*], 1545년~1596년 9월 19일)

미카와국에서 교토로 이사하여 장사를 시작하였다. 혼노지의 변 당시 사카이(堺)에 머무르고 있던 도쿠가와 이에야스 일행에게 혼노지의 변을 알려 탈출을 도와 후일 이에야스의 어용 상인이 되었다.
- 챠야 시로지로 2세 기요타다 (일본어: 茶屋 清忠, ちゃや きよただ 차야 키요타다[*], ? ~ 1603년 5월 11일)

기요노부의 장남이다. 아버지의 가업을 계승하여 도쿠가와 가문의 어용 상인으로 일하였다. 도요토미 히데요시 사후 교토와 오사카를 잇는 요도강의 물류를 관리하는 중역에 임명되었다.
- 챠야 시로지로 3세 기요쓰구 (일본어: 茶屋 清次, ちゃや きよつぐ 차야 키요츠구[*], 1584년 ~ 1622년 8월 22일)

기요타다의 동생이자 기요노부의 차남이다. 형이 죽은 이후 막부의 명령을 받아 형의 자리를 물려받았다. 에도 막부의 어용 상인 일을 계승하였으며, 나가사키 다이칸의 보좌역 등을 지냈다. 1612년 주인선 무역의 특권을 얻는 데 성공하여 주로 베트남 북부 지역에 배를 파견하여 막대한 부를 취했다.
자야 시로지로의 본저는 원래 교토시 나카교구에 세워져 있었다가 후일 가미교구로 이전하였다. 사쿄구에 별장을 가지고 있었다.

## 같이 보기
- 나카시마 쓰네오 - 챠야 시로지로 17세.